# 1896

## Esdeveniments
Països Catalans
- 15 de març, Barcelona: el publicitari Rafael Roldós va fundar el diari Las Noticias.
- 29 de maig, Espanya: el govern prohibeix de parlar en català per mitjà del telèfon.[1]
- 7 de juny - Barcelona: es fa l'atemptat del carrer dels Canvis Nous el dia de Corpus Christi contra la processó en el qual van morir i van resultar ferides moltes persones.[2]
- 11 d'octubre, Montserrat: Estrena del Cant de la senyera, un poema de Joan Maragall, amb música de Lluís Millet i Pagès, compost com a himne de l'Orfeó Català.[3]
- 27 de novembre, Madrid: S'estrena Terra Baixa, d'Àngel Guimerà. Fou en la versió castellana, de José de Echegaray, al Teatro Español de Madrid, amb la companyia Guerrero-Mendoza.[4]
- Primera projecció cinematogràfica a València.[5]

Resta del món
- 1 de març, París, França: Henri Becquerel descobreix una propietat nova de la matèria: la radioactivitat.
- 27 d'agost: Inici i final de la guerra anglo-zanzibaresa.
- Primera pel·lícula filmada a Espanya, Salida de la misa de doce del Pilar.[5]
- Article J'accuse d'Émile Zola.
- Jocs Olímpics d'Estiu de 1896 a Atenes els primers de l'era moderna.[6]
- Dimissió de Cecil Rhodes.
- Madagascar esdevé colònia francesa.
- Emile Van Ermengem descriu per primer cop la toxina produïda per Clostridium botulinum, bacteri conegut en aquell moment amb el nom de Bacillus botulinus.[7]

## Naixements
Països Catalans
- 1 de gener, Barberà de la Conca: Maria Canaleta i Abellà, mestra catalana, depurada durant el franquisme (m.1980).[8]
- 17 de gener, Barcelona: Assumpció Casals i Rovira, primera actriu catalana (m. 1975).[9]
- 20 de gener, Felanitx: Joan Estelrich i Artigues, escriptor i polític mallorquí.
- 23 de febrer, la Vall d'Uixó, Plana Baixa: Honori Garcia i Garcia, notari, historiador i publicista valencià (m. 1953).
- 23 d'abril, Cubelles, Província de Barcelona: Charlie Rivel, pallasso (m. 1983).[10]
- 15 de juliol, Sabadell: Pau Abad i Piera, inventor i industrial, pioner de l'enginyeria electrònica a Catalunya.
- 4 d'agost, Rubí: Lluís Parcerisa i Serra, publicista i promotor musical català.
- 4 de setembre, Mallén, Saragossa: Justa Goicoechea, obrera, política catalana i regidora de l'Hospitalet de Llobregat (m. 1973).[11]
- 5 de setembre, les Borges Blanques: Maria Lois i López, professora i bibliotecària catalana (m. 1933).[12]
- 20 de setembre, Sant Boi de Llobregat: Balbina Pi i Sanllehy, dirigent anarcosindicalista catalana (m. 1973).[13]
- 25 de setembre, Sabadell, Vallès Occidental: Ricard Marlet i Saret, xilògraf, pintor i escultor català.
- 24 d'octubre, Santiago de Cuba: Emili Mira i López, psiquiatre català.
- Barcelona: Esteve Puig i Pascual, fotògraf

Resta del món
- 12 de gener, Vílnius, Lituània: Borís Skossyreff, aventurer que intentà prendre el poder a Andorra durant els anys 30 del segle xx, proclamant-se rei d'aquest estat.
- 14 de gener, Chicago, Illinois: John Dos Passos, novel·lista i periodista nord-americà (m. 1970).
- 16 de gener, Varsòvia: Maria Ossowska, sociòloga i filòsofa social polonesa (m. 1974).[14]
- 19 de febrer, Tinchebray, Orne (França): André Breton, escriptor francès (m. 1966)[15]
- 25 de febrer, Cedartown, Geòrgia: Ida Cox, cantant i compositora estatunidenca de blues i jazz (m. 1967).[16]
- 5 de març, Berlín: Lotte H. Eisner, crítica de cinema, historiadora de l'art germano-francesa.[17]
- 15 d'abril, Saràtov, Imperi Rus: Nikolai Semiónov, químic i físic rus, Premi Nobel de Química de l'any 1956 (m. 1986).[18]
- 16 d'abril, Moineşti, Bacau, Romania: Tristan Tzara, assagista i poeta. Fundador del moviment dadaista.(m. 1963).[15]
- 26 d'abril, Frankfurt del Main, Imperi Alemany: Ernst Udet, militar alemany.
- 3 de maig, 
  - Atenes: Helena de Grècia, reina de Romania (1940 - 1947) (m. 1982).[19]
  - Whitefield, Gran Manchester: Dodie Smith, novel·lista, dramaturga i guionista britànica, autora de 101 Dàlmates (m.1990).[20]
- 7 de maig, Bayswater, Anglaterra: Kathleen McKane, tennista anglesa, guanyadora de cinc medalles olímpiques (m. 1992).[21]
- 19 de maig, Santiago de Xile: Jorge Alessandri Rodríguez, enginyer, polític i empresari xilè, fill de l'expresident Arturo Alessandri Palma. Va ser President de la República de Xile entre 1958 i 1964. (m. 1986).[22]
- 6 de juny, Ferrara (Itàlia): Italo Balbo, polític, militar i aviador italià, ministre de l'aeronàutica i governador de Líbia (m. 1940).[23]
- 7 de juny:
  - Newburyport, Massachusetts (EUA): Robert S. Mulliken, físic i químic nord-americá, Premi Nobel de Química de l'any 1966 (m. 1986).[24]
  - Kaposvár, comtat de Somogy: Imre Nagy, polític hongarès, dos cops president del govern del seu país (m. 1958).[22]
- 15 de juny, Pretòria: Inez Clare Verdoorn, botànica sud-africana, que va treballar extensament en el gènere Cycas (m. 1989).[25]
- 19 de juny, Blue Ridge Summit, Pennsilvània (EUA): Wallis Simpson, esposa del rei Eduard VIII del Regne Unit (m. 1986).[26]
- 2 de juliol, Santa Giuletta, (Pavia, Itàlia: Quirino Cristiani, caricaturista i director d'animació argentí. (m. 1984).
- 4 de juliol, Tongxiang, Zhejiang (Xina): Mao Dun, periodista, crític literari, polític i escriptor xinès. (m. 1981).[27]
- 14 de juliol, Lleó (Castella i Lleó), Espanya: Buenaventura Durruti, sindicalista i revolucionari anarquista.
- 16 de juliol, Oslo, Noruega: Trygve Halvdan Lie, diplomàtic noruec considerat el Primer Secretari General de l'ONU (m. 1968).[22]
- 9 d'agost, Neuchâtel, Suïssa, Jean William Fritz Piaget, psicòleg experimental, filòsof i biòleg (m. 1980).
- 10 d'agost, Praga: Milena Jesenská, periodista, escriptora i traductora txeca.
- 15 d'agost, Praga, Imperi Austrohongarès: Gerty Theresa Radnitz (Gerty Cori), bioquímica, Premi Nobel de Medicina o Fisiologia de 1947 (m. 1957).[28]
- 17 d'agost, Udine: Tina Modotti, fotògrafa i revolucionària italiana (m. 1942).[29]
- 2 de setembre, Milà: Rosetta Pampanini, soprano italiana (m. 1973).[30]
- 3 de setembre, Elna, Rosselló: Yvonne Boachon-Joffre, escriptora i novel·lista nord-catalana (m. 1975).[31]
- 12 de setembre, 
  - Moscou (Imperi Rus): Elsa Triolet, escriptora i traductora francesa d'origen rus. Premi Goncourt 1944 (m. 1970).[32]
  - Françaː Margueritte Laugier, astrònoma francesa que va descobrir vint-i-un asteroides (m. 1976).[33]
- 15 de setembre, Londres: Bert Ambrose, director d'orquestra
- 24 de setembre - Saint Paul, Minnesota: Francis Scott Fitzgerald, novel·lista nord-americà (m. 1940).
- 29 de setembre - La Plata: Irene Bernasconi, biòloga marina argentina coneguda pel seu treball a l'Antàrtida (m. 1989).[34]
- 12 d'octubre - Gènova (Itàlia). Eugenio Montale, poeta i assagista italìà, Premi Nobel de Literatura de l'any 1975 (m. 1981).
- 31 d'octubre - Chester Hill, Pennsilvània: Ethel Waters, cantant de blues i actriu estatunidenca (m. 1977).[35]
- 12 de novembre, Orsha, Belarús: Lev Vygotski, psicòleg i pedagog (m. 1934).
- 23 de novembre, Dědice (Vyškov), Moràvia del Sud, (Imperi Austrohongarès): Klement Gottwald, polític  primer ministre i president de Txecoslovàquia (m. 1953).[22]
- 25 de novembre, Kansas City, Missouri (EUA): Virgil Thomson, compositor estatuniudenc (m. 1989).[36]
- 7 de desembre, Fuyang (Xina): Yu Dafu (en xinès tradicional: 鬱達夫; en xinès simplificat: 郁达夫; en pinyin: Yù Dáfū) fou un escriptor xinès.(m. 1945).[37]
- 25 de desembre, Galhac, França: Fernande Decruck, compositora, organista i pianista, autora d'obres per a saxòfon (m. 1954).[38]
- 28 de desembre, Brooklyn, Nova York (EUA): Roger Sessions, compositor estatunidenc (m. 1985).[39]

## Necrològiques
Països Catalans
- 31 de juliol, Barcelona: Enric Casals i Defilló, violinista i compositor català (n. 1892).[40]
- 23 de desembre, Sabadell: Isabel Vilà i Pujol, mestra, primera sindicalista catalana.[41]

Resta del món
- 8 de gener, París, França: Paul Verlaine, escriptor francès.
- 6 de febrer, París: Julie Dorus-Gras, cantant d'òpera francesa (n. 1805).[42]
- 22 de febrer, París: Abel Hovelacque, antropòleg, lingüista i polític francès.
- 20 de maig, Frankfurt del Main: Clara Schumann, compositora austríaca i una de les principals pianistes del romanticisme.[43]
- 23 de juny, Shoreham, Regne Unit: Joseph Prestwich, geòleg i empresari britànic.[44]
- 1 de juliol, Hartford, Harriet Beecher Stowe, escriptora i activista abolicionista, autora de "La cabana de l'oncle Tom" (n. 1811).[45]
- 3 d'octubre,Walthamstow (Regne Unit): William Morris, dissenyador gràfic i impressor (n. 1834).[46]
- 10 d'octubre, Istanbul: Abd Allah Nadim, periodista, escriptor, assagista i poeta egipci.
- 11 d'octubre, Viena, Àustria: Anton Bruckner, compositor austríac (n. 1824).[47]
- 10 de desembre, San Remo, Regne d'Itàlia: Alfred Nobel, químic, inventor de la dinamita. Donà tota la seva fortuna per a instituir els Premis Nobel.
- 17 de desembre, Antíbol, Provença, França: Pau Arena, escriptor occità en llengua francesa, Se'l considera representant del regionalisme occità en francès, degut a la temàtica occitana dels seus llibres.
- 30 de desembre, Manila, Espanya: José Rizal, afusellat per les autoritats espanyoles.[48]